# Будаев, Александр Нимбуевич
Чой-Доржи (Александр Нимбуевич) Будаев (род. 1959) — кенсур-лама, председатель Республиканской религиозной организации «Объединение буддистов Бурятии».

## Биография
Родился в 1959 году в улусе Булак Кижингинского аймака Бурятской АССР. Учился в  Улан-Баторском Буддийском институте религии в Монголии, которое окончил в 1985 году.
В 1985 году назначен секретарём Хамбинского сумэ в Иволгинском дацане.
В 1988 году учился в Институте буддийской диалектики в монастыре Ганден у второго государственного оракула правительства Далай-ламы XIV в Дхарамсале.
В 1989—1991 годах служил Дид Хамбо-ламой, заместителем председателя Центрального духовного управления буддистов СССР.
В 1993 году избран 23-м Пандито Хамбо-ламой, председателем Центрального духовного управления буддистов Российской Федерации. Находился на этом посту до 1995 года.
В 1996 году основал независимую буддийскую общину «Ламрим», которая затем вошла в Республиканскую централизованную религиозную организацию "Объединение буддистов Бурятии". 